# Felix Pino von Friedenthal
Felix Pino von Friedenthal (Bécs, 1826. október 14. – Sankt Ruprecht, 1906. április 14.) báró, osztrák államférfi.

## Életútja
Régi lombárd nemes családból származott. Tanulmányai befejezése után állami szolgálatba lépett és 1861 és 1868 között mint tartományi delegátus működött Bellunóban és Trevisóban, majd kerületi kapitány volt Badenben és Görzben. 1871-ben kinevezték tartományi elnökké Bukovinába és 1874-ben Triesztbe; 1879-ben pedig Felső-Ausztriában helytartó és végül 1881-ben Taaffe kabinetjében kereskedelmi miniszter lett. Ez utóbbi minőségében nagy tevékenységet fejtett ki a magánvasutak államosítása, a postatakarékpénztárak felállítása és az ipartörvény körül, s ezenfelül több cseh kereskedelmi kemerában a cseh elemet juttatta érvényre a német fölött. Rendezetlen pénzügyi viszonyai miatt kétes elemekkel lépett érintkezésbe, amit ellenfelei a parlamentben is szemére lobbantottak, mire 1886-ban hivatalából elbocsátották. Ezután egynehány évig Bukovinában szerepelt, mint helytartó, mely állásáról azonban mindinkább súlyosbodó szembaja miatt 1890-ben kénytelen volt megválni és az állami szolgálatból is végképp kilépni.